# Валер'яно Пеллеґріні
Валер'я́но Пеллеґрі́ні (італ. Valeriano Pellegrini) (приблизно 1663 —18 січня 1746) — італійський співак-кастрат епохи барокової музики XVIII століття. Виступав на оперних сценах Рима, Неаполя, Мантуї, Генуї, П'яченци, Венеції, Ганновера, Брюсселя, Дюссельдорфа,  Відня, Лондона в операх Геора Фрідріха Генделя, Аґостіно Стеффані, П'єтро Торрі, Джованні Бонончіні, Марк-Антоніо Зіані, Франческо Полларолло, Франческо Ґаспаріні, Антоніо Лотті. Найбільше відомий за співпрацею з композитором Георгом Генделем. Голос Пеллегріні був голосом сопрано з ресурсом у високому регістрі та ідеальною теситурою.

## Музична кар'єра
День і місце народження Валер'яно Пеллеґріні точно не встановлені. Виростав він у Вероні й Болоньї
.
З 1689 по 1696 рік Валер'яно співав у папському хорі Сікстинської капели в Римі. У цей період  він з 1690 по 1693 рік виступав, зокрема, для кардинала П'єтро Оттобоні, часто спілкувався з блискучими римськими співаками, зокрема з Вердоні, кастратами Чеккареллі, Джованні Франческо Ґроссі, з яким ледь не побився на дуелі 1692 року після суперечки про те, хто співатиме мотет. Перебуваючи на службі кардинала Альдерано Чібо-Маласпіна, який позичає його на деякий час до Неаполя, Валеріано бере участь у богослужіннях, а також, вірогідно, в оперних виставах, виконаннях ораторій і серенад. Він регулярно відвідував Ганновер, будучи в складі трупи, зібраної 1695 року першим курфюрстом Ганновера Ернстом Августом.

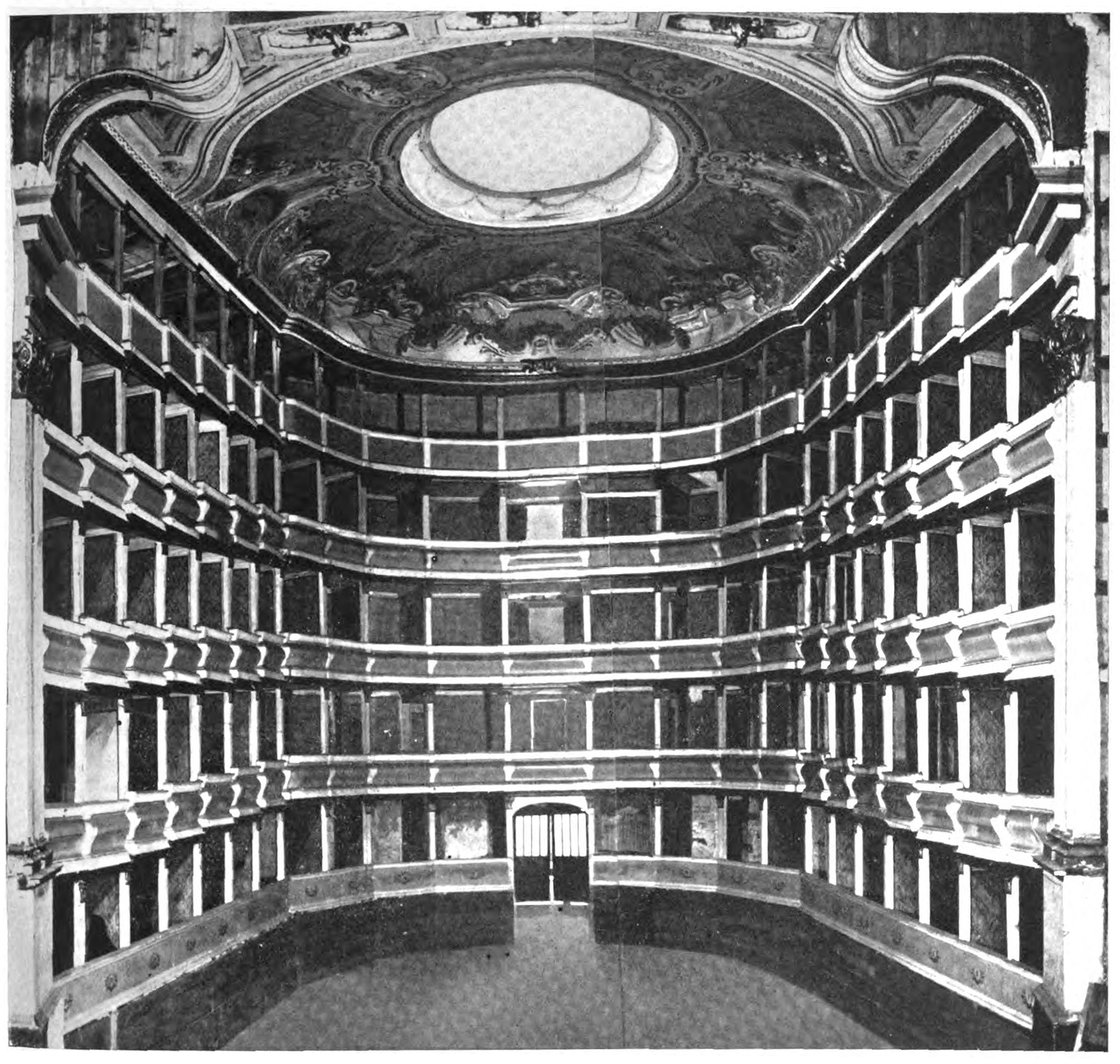
Інтер'єр «Театру дель Фальконе» в Генуї на фотографії першої половини 1900-х років.

1700 року Пеллеґріні виступав у Мантуї в Італії, де співав разом з молодою Марґерітою Дюрастанті, Марією Ландіні в опері «La Forza dell'amicizizia». Наступного року Пеллегріні співав у Генуї в «Театрі дель Фальконе» у двох операх: у «Le gare dell'amore eroico, o sia Il Muzio Scevola» Франческо Каваллі й Джованні Бонончіні та в «Lucio Vero» Франческо Полларолло знову разом з сопрано Ландіні, тенором Джованні Буццолені. У тому ж році він появився перед публікою в П'яченці в театрі «Ducale» в опері Марк-Антоніо Зіані «I rivali generosi» .

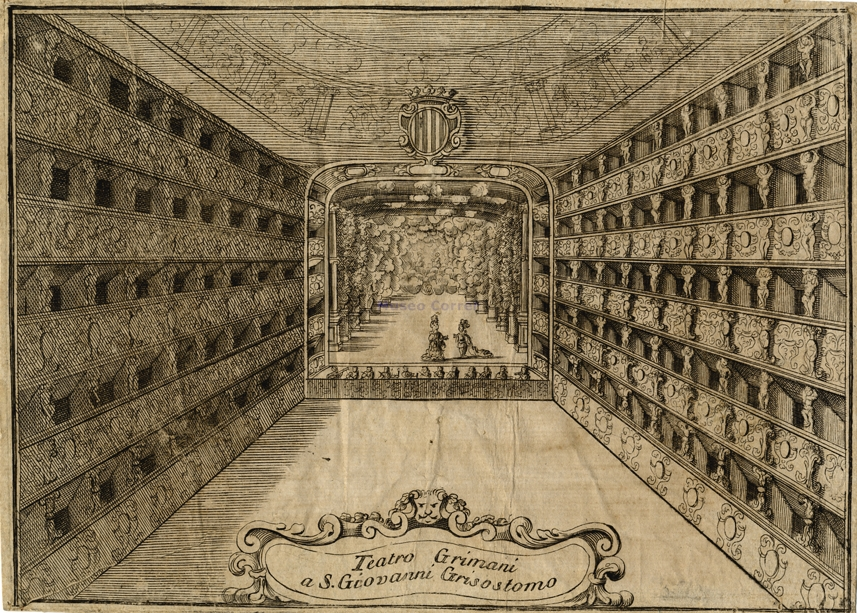
Інтер'єр театру «Сан Джованні Ґрізостомо» на час прем'єри опери Генделя «Агріппіна» 1709 року за участю Валер’яно Пеллеґріні, гравюра Вінченцо Марія Коронеллі

З 1702 року він працював при баварському дворі в Мюнхені за платню в 1000 гульденів на рік. Оскільки баварський курфюрст потрапив у фінансові труднощі через війну за іспанську спадщину, Валеріано 1705 року перейшов на службу при дворі пфальцького курфюрста Йоганна Вільгельма в Дюссельдорфі. Там він співав у творах Агостіно Стефані, включаючи головну партію в його опері-пастичо «Arminio» 1707 року, а через два роки як Герольдо в опері «Tassilone». При цьому він мав можливість гастролювати за кордоном.
Так, у Венеції Георг Гендель довірив Пеллеґріні роль Нерона в опері «Агріппіна», у якій співак розкрив свій вокальний хист. Ця опера, прем'єра якої відбулася 26 грудня 1709 року в театрі «Сан-Джованні Ґрізостомо», мала настільки великий успіх у публіки, що витримала аж 27 послідовних вистав. Гендель високо оцінив мистецтво співу Пелеґріні й пізніше запросив його до Лондона, де той виступав у операх Генделя «Teseo» й «Il Pastor fido», маючи найвищу платню в оперній трупі. Валеріяно був одним із небагатьох сопрано-кастратів, яких Гендель використовував як primo uomo у своїх операх. 1713 року Пеллеґріні завершив свої виступи в Лондоні.
До 1716 року Пеллеґріні не поривав музичних зв'язків з Дюссельдорфом, залишаючись там настільки популярним і заслуженим, що курфюрст Йоганн Вільгельм посвятив його в лицарі.
Коли 1728 року Пеллеґріні втратив свій чудовий голос, він завершив кар'єру співака й приступив до духовенства. З 1929 року провадив скромне життя в Римі як священник. Останні роки життя жив з благодійності. Помер 1746 року в злиднях. 